# 2008-as indianapolisi 500
Az Indianapolisi 500 mérföldes verseny 2008. május 25-én, 92. alkalommal került megrendezésre. A versenyt az új-zélandi Scott Dixon nyerte a brazil Vitor Meira és az amerikai Marco Andretti előtt.

## Rajtlista
| Sor                                                                             | Belül | Belül                 | Középen | Középen              | Kívül | Kívül            |
| ------------------------------------------------------------------------------- | ----- | --------------------- | ------- | -------------------- | ----- | ---------------- |
| 1                                                                               | 9     | Scott Dixon           | 10      | Dan Wheldon (W)      | 6     | Ryan Briscoe     |
| 2                                                                               | 3     | Hélio Castroneves (W) | 7       | Danica Patrick       | 11    | Tony Kanaan      |
| 3                                                                               | 26    | Marco Andretti        | 4       | Vitor Meira          | 27    | Hideki Mutoh (R) |
| 4                                                                               | 20    | Ed Carpenter          | 12      | Tomas Scheckter      | 99    | Townsend Bell    |
| 5                                                                               | 06    | Graham Rahal (R)      | 14      | Darren Manning       | 18    | Bruno Junqueira  |
| 6                                                                               | 02    | Justin Wilson (R)     | 15      | Buddy Rice (W)       | 22    | Davey Hamilton   |
| 7                                                                               | 16    | Alex Lloyd (R)        | 17      | Ryan Hunter-Reay (R) | 24    | John Andretti    |
| 8                                                                               | 67    | Sarah Fisher          | 8       | Will Power (R)       | 41    | Jeff Simmons     |
| 9                                                                               | 5     | Oriol Servià (R)      | 33      | E. J. Viso (R)       | 23    | Milka Duno       |
| 10                                                                              | 19    | Mario Moraes (R)      | 36      | Enrique Bernoldi (R) | 34    | Jaime Camara (R) |
| 11                                                                              | 2     | A. J. Foyt IV         | 91      | Buddy Lazier (W)     | 25    | Marty Roth       |
| Hivatalos eredmények Archiválva 2009. május 18-i dátummal a Wayback Machine-ben |       |                       |         |                      |       |                  |

- (W) = Indianapolis 500-at már nyert versenyző
- (R) = Indianapolis 500 újonc

Nem kvalifikálta magát:
#44  Max Papis
 #88  Phil Giebler
 #96  Mario Domínguez
 #98  Roger Yasukawa

## Végeredmény
| Pozíció                                                                       | #  | Pilóta               | Csapat                     | Futott kör | Idő/Kiesés oka | Rajthely | Élen | Pont |
| ----------------------------------------------------------------------------- | -- | -------------------- | -------------------------- | ---------- | -------------- | -------- | ---- | ---- |
| 1.                                                                            | 9  | Scott Dixon          | Target Chip Ganassi        | 200        | 3:28:57.6792   | 1        | 115  | 53   |
| 2.                                                                            | 4  | Vitor Meira          | Panther Racing             | 200        | +1.7498        | 8        | 12   | 40   |
| 3.                                                                            | 26 | Marco Andretti       | Andretti Green Racing      | 200        | +2.3127        | 7        | 15   | 35   |
| 4.                                                                            | 3  | Hélio Castroneves    | Team Penske                | 200        | +6.2619        | 4        | 0    | 32   |
| 5.                                                                            | 20 | Ed Carpenter         | Vision Racing              | 200        | +6.5505        | 10       | 3    | 30   |
| 6.                                                                            | 17 | Ryan Hunter-Reay (R) | Rahal Letterman Racing     | 200        | +6.9894        | 20       | 0    | 28   |
| 7.                                                                            | 27 | Hideki Mutoh (R)     | Andretti Green Racing      | 200        | +7.8768        | 9        | 0    | 26   |
| 8.                                                                            | 15 | Buddy Rice           | Dreyer & Reinbold Racing   | 200        | +8.8798        | 17       | 8    | 24   |
| 9.                                                                            | 14 | Darren Manning       | A. J. Foyt Enterprises     | 200        | +9.2019        | 14       | 0    | 22   |
| 10.                                                                           | 99 | Townsend Bell        | Dreyer & Reinbold Racing   | 200        | +9.4567        | 12       | 0    | 20   |
| 11.                                                                           | 5  | Oriol Servià (R)     | KV Racing Technology       | 200        | +22.4966       | 25       | 0    | 19   |
| 12.                                                                           | 10 | Dan Wheldon          | Target Chip Ganassi        | 200        | +30.7090       | 2        | 30   | 18   |
| 13.                                                                           | 8  | Will Power (R)       | KV Racing Technology       | 200        | +31.6666       | 23       | 0    | 17   |
| 14.                                                                           | 22 | Davey Hamilton       | Vision Racing              | 200        | +32.0084       | 18       | 0    | 16   |
| 15.                                                                           | 36 | Enrique Bernoldi (R) | Conquest Racing            | 200        | +32.1075       | 29       | 0    | 15   |
| 16.                                                                           | 24 | John Andretti        | Roth Racing                | 199        | + 1 Kör        | 21       | 0    | 14   |
| 17.                                                                           | 91 | Buddy Lazier         | Hemelgarn Racing           | 195        | + 5 Kör        | 32       | 0    | 13   |
| 18.                                                                           | 19 | Mario Moraes (R)     | Dale Coyne Racing          | 194        | + 6 Kör        | 28       | 3    | 12   |
| 19.                                                                           | 23 | Milka Duno           | Dreyer & Reinbold Racing   | 185        | + 15 Kör       | 27       | 0    | 12   |
| 20.                                                                           | 18 | Bruno Junqueira      | Dale Coyne Racing          | 184        | + 16 Kör       | 15       | 2    | 12   |
| 21.                                                                           | 2  | A. J. Foyt IV        | Vision Racing              | 180        | + 20 Kör       | 31       | 0    | 12   |
| 22.                                                                           | 7  | Danica Patrick       | Andretti Green Racing      | 171        | Ütközés        | 5        | 0    | 12   |
| 23.                                                                           | 6  | Ryan Briscoe         | Team Penske                | 171        | Ütközés        | 3        | 0    | 12   |
| 24.                                                                           | 12 | Tomas Scheckter      | Luczo-Dragon Racing        | 156        | Műszaki hiba   | 11       | 0    | 12   |
| 25.                                                                           | 16 | Alex Lloyd (R)       | Rahal Letterman Racing     | 151        | Baleset        | 19       | 0    | 10   |
| 26.                                                                           | 33 | E. J. Viso (R)       | HVM Racing                 | 139        | Műszaki hiba   | 26       | 0    | 10   |
| 27.                                                                           | 02 | Justin Wilson (R)    | Newman/Haas/Lanigan Racing | 132        | Baleset        | 16       | 0    | 10   |
| 28.                                                                           | 41 | Jeff Simmons         | A.J. Foyt Racing           | 112        | Baleset        | 24       | 0    | 10   |
| 29.                                                                           | 11 | Tony Kanaan          | Andretti Green Racing      | 105        | Ütközés        | 6        | 12   | 10   |
| 30.                                                                           | 67 | Sarah Fisher         | Sarah Fisher Racing        | 103        | Ütközés        | 22       | 0    | 10   |
| 31.                                                                           | 34 | Jaime Camara (R)     | Conquest Racing            | 79         | Baleset        | 30       | 1    | 10   |
| 32.                                                                           | 25 | Marty Roth           | Roth Racing                | 59         | Baleset        | 33       | 0    | 10   |
| 33.                                                                           | 06 | Graham Rahal (R)     | Newman/Haas/Lanigan Racing | 36         | Baleset        | 13       | 0    | 10   |
| Átlagsebesség: 143.567 mph (231.049 km/h)                                     |    |                      |                            |            |                |          |      |      |
| Minden autó, Firestone gumiabroncsokkal és Honda motorokkal volt felszerelve. |    |                      |                            |            |                |          |      |      |